# アニタ・モリス
アニタ・モリス（Anita Morris,  1943年3月14日 - 1994年3月2日）は、アメリカ合衆国の女優である。

## 来歴
1943年、ノースカロライナ州ダーラムに生まれる。The American Mime Theatreで舞台女優としてキャリアをスタートさせ、その後ブロードウェイ舞台へ進出。『ジーザス・クライスト・スーパースター』などの演目で好評を得て、1982年に出演した『NINE』ではトニー賞へノミネートされた。1972年に『The Broad Coalition』で映画デビューを果たし、翌年には『ハッピーフッカー/陽気な娼婦』や『ホテル・ニューハンプシャー』などの作品へも出演。それ以降はテレビドラマや映画など様々な分野でキャリアを重ね、女優としての地位を確立した。

### 私生活
舞台監督兼振付師だったグローヴァー・デイルと1973年に結婚している。近年『アイアンマン3』や『ワールド・ウォーZ』などの話題作へ出演して活躍する俳優のジェームズ・バッジ・デールは実の息子。1980年に卵巣腫瘍と診断され、余命5年を言い渡されるが、それから14年後の1994年に同腫瘍のためロサンゼルスの自宅で死去。1994年の『笑撃生放送! ラジオ殺人事件』が遺作となり、50歳だった。

## 出演作品

### 映画
- The Broad Coalition (1972)
- ハッピーフッカー/陽気な娼婦 The Happy Hooker (1975)
- Big Blonde (1980) ※テレビ映画
- So Fine (1981)
- マジック・ショー The Magic Show (1983)
- ホテル・ニューハンプシャー The Hotel New Hampshire (1984)
- マリアの恋人 Maria's Lovers (1984)
- A Masterpiece of Murder (1986) ※テレビ映画
- ビギナーズ Absolute Beginners (1986)
- ブルー・シティ/非情の街 Blue City (1986)
- 殺したい女 Ruthless People (1986)
- A Smoky Mountain Christmas (1986) ※テレビ映画
- アリア Aria (1987)
- エイティーン・アゲイン/これで2度目の18歳 18 Again! (1988)
- ワンナイト・オブ・ブロードウェイ Bloodhounds of Broadway (1989)
- A Sinful Life (1989)
- 火星人ゴーホーム! Martians Go Home (1989)
- Little Miss Millions (1993)
- Me and the Kid (1993)
- 笑撃生放送! ラジオ殺人事件 Radioland Murders (1994)

### テレビドラマ
- Berrenger's (1985)
- Down and Out in Beverly Hills (1987)
- チアーズ Cheers (1987)
- 特捜刑事マイアミ・バイス Miami Vice (1987)
- ジェシカおばさんの事件簿 Murder, She Wrote (1989)
- Who's the Boss? (1989)
- マトロック Matlock (1989, 1992)
- Good Grief (1990)
- WIOU (1990)
- ハリウッド・ナイトメア Tales from the Crypt (1991)
- Pros and Cons (1991)
- Eerie, Indiana (1992)
- メルローズ・プレイス Melrose Place (1992)
- A Different World (1992)
- Major Dad (1993)
- Trade Winds (1993)

## 参照
1. 1 2 3 4  “Anita Morris Biography”. 2014年8月16日閲覧。